# Bataille de Yavin
Vous lisez un « bon article » labellisé en 2021.
Guerre civile galactique
Batailles
- Grande purge Jedi
- Scarif
- Yavin
- Hoth
- Endor

Contingence
- Mandalore
- Jakku

La bataille de Yavin se déroule dans l'univers fictif Star Wars. Elle oppose l'Empire galactique à l'Alliance rebelle autour de la planète géante gazeuse Yavin et de sa quatrième lune.
Lors d'une précédente bataille, les rebelles sont parvenus à dérober les plans de l'Étoile de la mort, une gigantesque station de combat impériale dotée d'un laser qui peut détruire des planètes. Cependant, l'Empire a découvert l'emplacement de la base rebelle sur Yavin 4 et a l'intention de la détruire en utilisant sa nouvelle arme. L'Étoile de la mort possède une faille que les rebelles ont découverte. Lorsqu'elle est en orbite autour de Yavin, ils envoient tous leurs vaisseaux dans une attaque désespérée pour la détruire. S'ensuivent des combats avec les chasseurs impériaux commandés par Dark Vador. Grâce à la Force, Luke Skywalker parvient à atteindre la faille et à détruire la station de combat sans laisser de survivant.
Pour l'Alliance rebelle, cette bataille est une victoire. Cependant les rebelles sont contraints de fuir pour s'installer ailleurs. En effet, Dark Vador, qui n'était pas à bord de l'Étoile de la mort lorsqu'elle a explosé, ne cesse de les traquer depuis.
La bataille de Yavin est visible dans le film Un nouvel espoir. Elle est en grande partie créée grâce à des effets spéciaux mécaniques. Elle sert de point de référence à la chronologie Star Wars.
En plus du film, elle est représentée dans les mises en roman du film dans lequel elle apparaît, ainsi que dans plusieurs romans, jeux vidéo et bandes dessinées.

## Univers

Un sabre laser bleu, arme des Jedi, et un sabre laser rouge, arme des Sith.

L'univers de Star Wars se déroule dans une galaxie habitée par des humains et de nombreuses espèces extraterrestres. Elle est le théâtre d'affrontements entre les chevaliers Jedi et les seigneurs noirs des Sith, personnes sensibles à la Force, un champ énergétique mystérieux qui leur procure des pouvoirs psychiques. Les Jedi maîtrisent le côté lumineux de la Force, pouvoir bénéfique et défensif, pour maintenir la paix dans la galaxie. Les Sith utilisent le côté obscur, pouvoir nuisible et destructeur, pour leur usage personnel et pour dominer la galaxie.
Depuis le rachat de la société Lucasfilm par la Walt Disney Company, il existe deux univers Star Wars : le « Légendes » et l'« Officiel ». Ils ont pour point commun les six premiers films et la série télévisée The Clone Wars. L'univers Légendes reprend en plus les histoires complémentaires présentées dans des livres, des bandes dessinées, des téléfilms ou des jeux sortis avant 2014. L'univers Officiel reprend, lui, les histoires des films et des autres supports parus depuis 2014,.

## Contexte
Quelques années avant la guerre des clones, la Confédération des systèmes indépendants entame le développement d'une arme capable de détruire des planètes entières : l'Étoile de la mort,. À l’issue de la guerre en 19 av. BY, la République galactique est réformée en un Empire, et l'amiral Tarkin supervise la construction de la station de combat jusqu'à son achèvement près de vingt ans plus tard. Elle doit permettre de réduire au silence toute contestation contre l'Empire.
Dès l'avènement de l'Empire, de petits groupes s'insurgent contre son autorité, notamment Saw Gerrera et son équipe, ou encore l'équipage du Ghost,,. Au bout d'un certain temps, certaines de ces cellules se regroupent et s'unissent pour former l'Alliance rebelle.

## Prélude

### Univers officiel
L'ingénieur Galen Erso, qui participe à la conception de l'Étoile de la mort, y intègre une faille qui peut détruire la station tout entière,. Il parvient à contacter le rebelle Saw Gerrera pour que sa fille, Jyn Erso, retrouve les plans de la station et la détruise. Avec l'aide de l'Alliance rebelle, Jyn et son équipe nommée Rogue One s'introduisent sur la base de Scarif où se trouvent les archives impériales. La bataille fait rage à la surface entre le groupe d'assaut et les forces sur place, et dans l'espace entre la flotte rebelle et les renforts impériaux dirigés par le Sith Dark Vador. Jyn Erso parvient à transmettre les plans de l'Étoile de la mort jusqu'aux vaisseaux en orbite, mais la station de combat tire de son superlaser sur la surface de planète, ne laissant aucun survivant. Le Tantive IV commandé par la princesse Leia Organa réceptionne les plans et s'échappe,,,,,.

### Univers Légendes
Sur Toprawa, où le superlaser de l'Étoile de la mort est en construction, un groupe d'espions rebelles réussit à dérober les plans de la station de combat. Il les transmet au Tantive IV alors en orbite autour de la planète. Celui-ci est cependant pris en chasse par le croiseur interstellaire de Dark Vador, ce qui l'oblige à fuir,,.

### Partie commune
Le Tantive IV est arraisonné par le croiseur interstellaire de Dark Vador au-dessus de Tatooine. Avant d'être capturée, la princesse Leia Organa donne les plans de la station de combat au droïde R2-D2 qui s'échappe à bord d'une capsule de sauvetage accompagné de C-3PO. Sur la planète désertique, les deux droïdes sont capturés par des jawas qui les revendent au fermier Owen Lars. Il les confie à son neveu Luke Skywalker qui découvre un message caché par Leia Organa à l'attention du maître Jedi Obi-Wan Kenobi. Celle-ci lui demande de venir en aide à la rébellion. R2-D2 s'enfuit sans prévenir pour partir à la recherche du Jedi. Il est rattrapé par Luke et C-3PO, cependant ils tombent dans une embuscade des pillards tuskens. Ils sont sauvés in extremis par Kenobi qui les ramène chez lui,,,,.

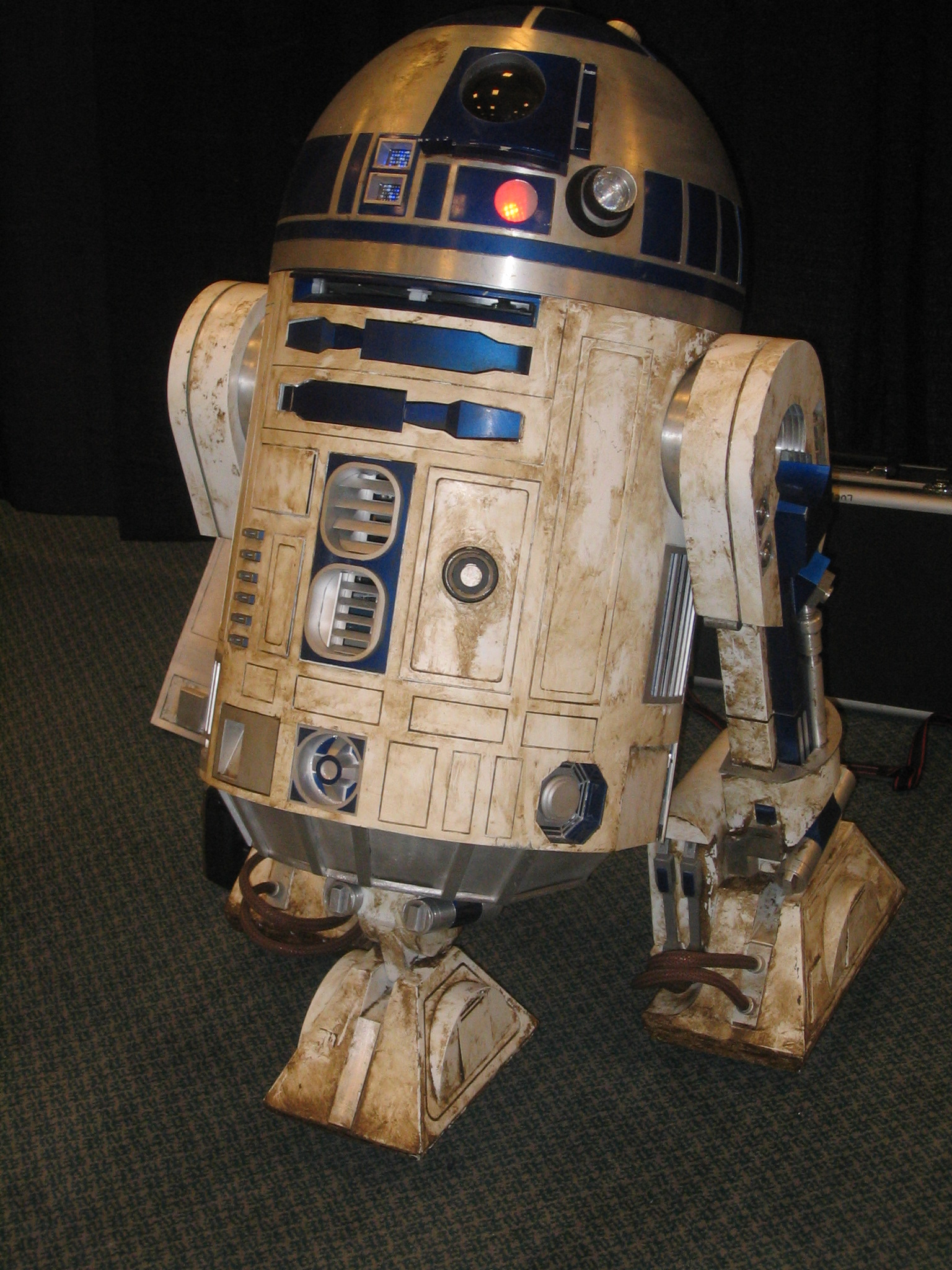
Après s'être échappé du Tantive IV R2-D2 conserve les plans de l'Étoile de la mort jusqu'à son retour sur Yavin 4.

Dark Vador ramène Leia Organa sur l'Étoile de la mort où elle est faite prisonnière. Le Sénat impérial ayant été dissout peu de temps avant par l'Empereur, elle ne bénéficie plus de la protection diplomatique accordée aux sénateurs. Le grand moff Tarkin interroge la princesse, il veut savoir où se trouve le quartier-général de l'Alliance rebelle. Il menace d'ouvrir le feu sur Alderaan, où Leia Organa a grandi. Celle-ci lui avoue qu'elle se trouve sur Dantooine. Malgré cela, Tarkin fait détruire la planète sous les yeux de sa sénatrice,,.
Sur Tatooine, Luke apprend que son père était un chevalier Jedi, Obi-Wan lui donne le sabre laser de son ancien apprenti. Lorsqu'ils retournent à la ferme des Lars, ils découvrent un carnage, les troupes impériales ont assassiné l'oncle et la tante de Luke. Celui-ci décide donc d'accompagner Kenobi et les deux droïdes jusqu'à Alderaan. À Mos Eisley, ils font la rencontre de Han Solo et Chewbacca, les propriétaires du vaisseau spatial Faucon Millenium. Les deux contrebandiers sont embauchés pour les amener en toute discrétion jusqu'à leur destination. Ils sont cependant retrouvés par les stormtroopers, les obligeant à quitter la planète en catastrophe,,.
À bord de la station spatiale, le grand moff Tarkin apprend qu'il ne reste qu'une ancienne base abandonnée sur Dantooine. Il fait torturer la princesse pour qu'elle avoue la vérité. Au même moment, le Faucon Millenium sort de l'hyperespace dans un champ d'astéroïdes. L'équipage comprend que la planète a été détruite. Ils suivent des chasseurs TIE qui se dirigent vers une lune. Lorsqu'ils comprennent que ce n'est pas une lune mais l'Étoile de la mort, il est déjà trop tard, ils sont attirés par un rayon tracteur qui les oblige à s'y poser. Ils parviennent à se déguiser en stormtrooper et à infiltrer la station. Ils libèrent la princesse Leia mais doivent faire face à un ennemi puissant : le seigneur Sith Dark Vador. Obi-Wan Kenobi se charge de le combattre tandis que les autres montent dans le Faucon Millenium. Le Jedi se laisse tuer par son ancien apprenti, mais permet aux autres de fuir,,.
Ils se rendent sur Yavin 4 où se trouve la base rebelle pour y livrer les plans de l'Étoile de la mort contenus dans R2-D2. Ceux-ci sont analysés par les ingénieurs de l'Alliance et la faille est découverte. Cependant, l'Empire avait placé une balise de localisation sur le Faucon lorsqu'il était encore à bord de la station. Cela permet au grand moff Tarkin et à Dark Vador de connaître la position exacte du quartier-général rebelle et donc d'y envoyer l'Étoile de la mort pour le détruire,,.

## Champ de bataille

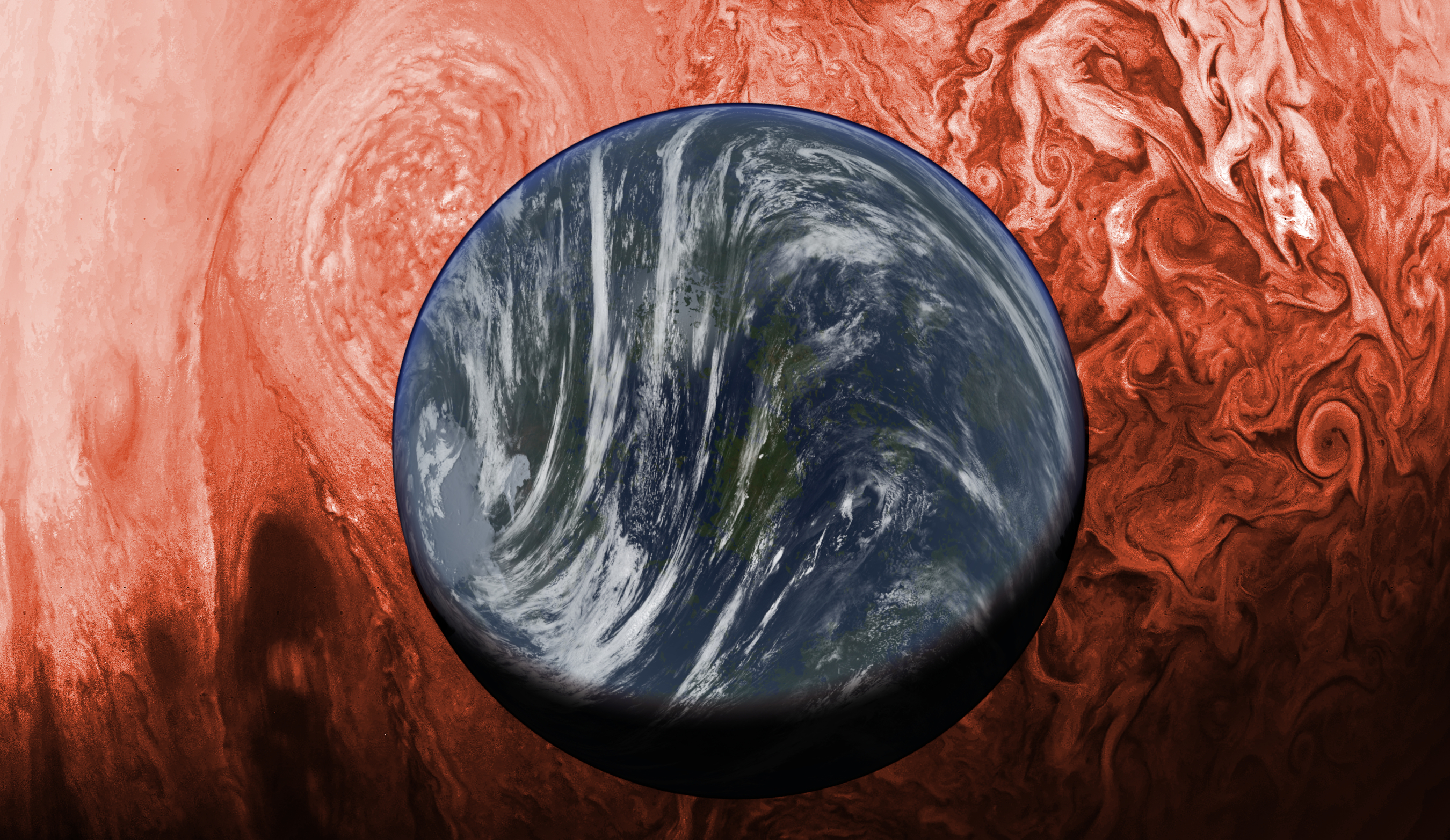
Vue d'artiste de Yavin 4 autour de Yavin.

La bataille a lieu dans l'orbite de la planète géante gazeuse Yavin, à proximité de l'un de ses satellites naturels, Yavin 4. Elle se déroule également autour de l'Étoile de la mort jusque dans l'une de ses tranchées.

## Technologies
Les forces impériales sont constituées de l'Étoile de la mort, une station de combat mobile capable de détruire des planètes entières,, embarquant de nombreux chasseurs TIE, principal vaisseau de combat de l'Empire au point d'en être un symbole. Dark Vador utilise une version améliorée, le chasseur TIE avancé X1, plus rapide et plus puissant, il est aussi adapté aux dimensions de l'armure du seigneur Sith.

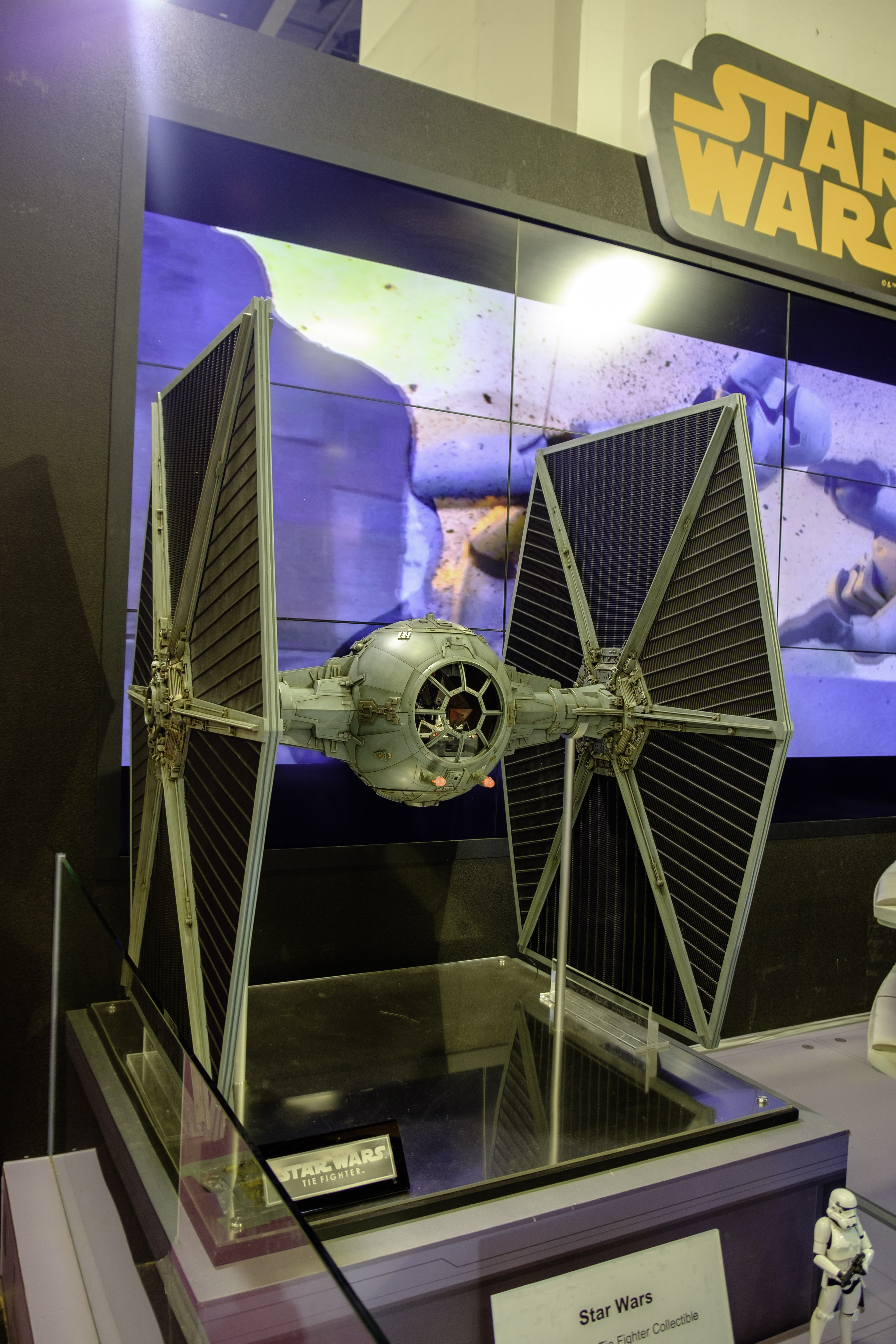
Maquette d'un chasseur TIE.

Les forces rebelles sont constituées de deux escadrons. L'escadron « or » est commandé par Dutch Vander et est composé de huit intercepteurs Y-wing, un vaisseau qui remplit généralement des missions de bombardement,. Il est accompagné de l'escadron « rouge » commandé par Garven Dreis qui est composé de huit intercepteurs X-wing,. Ils sont appuyés par le Faucon Millenium, un vaisseau de transport léger YT-1300 piloté par les contrebandiers Han Solo et Chewbacca.

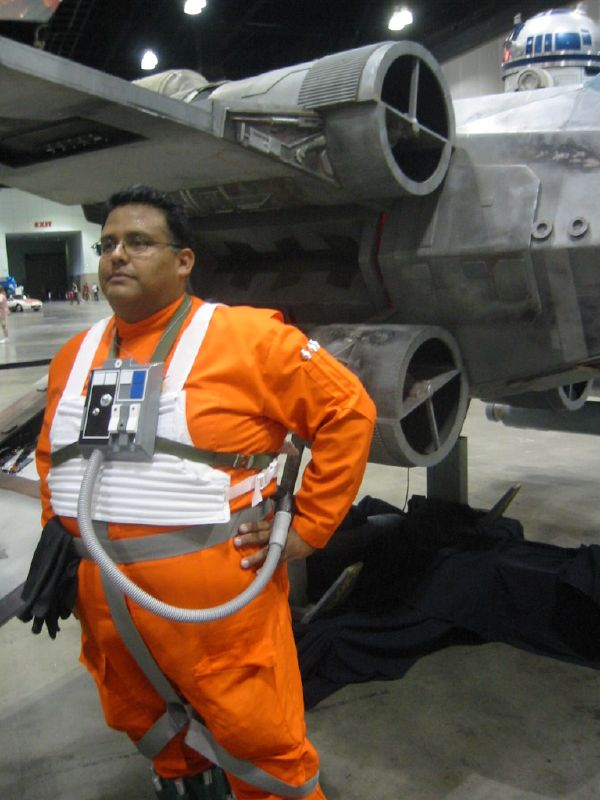
Cosplay d'un pilote de l'Alliance rebelle devant l'intercepteur X-wing de Luke Skywalker.

## Déroulement
Lorsque l'Étoile de la mort arrive autour de Yavin, elle n'est pas correctement positionnée pour faire feu sur la quatrième lune. Cela permet aux rebelles d'engager une attaque afin de détruire la station de combat. Son point faible a clairement été identifié : une torpille à proton doit être tirée dans le conduit d'aération afin qu'une réaction en chaîne dans le noyau la détruise. Pour cela, deux escadrons d'intercepteurs Y-wing et X-wing décollent. Luke Skywalker, sous la désignation de « Red 5 » est aux commandes de l'un des X-wing accompagné de R2-D2. Alors qu'ils approchent de l'Étoile de la mort, un groupe de chasseurs TIE les intercepte. L'escadron « rouge » engage le combat avec eux, ce qui permet aux Y-wing de l'escadron « or » de pénétrer dans la tranchée en direction du conduit,,,.
Cependant ils sont détruits par le chasseur TIE avancé X1 piloté par Dark Vador. Le seigneur Sith participe à la bataille afin de protéger la station. Cela contraint les X-wing de l'escadron « rouge » à pénétrer à leur tour dans la tranchée. Ils y sont vulnérables et se font chacun leur tour détruire ou endommager. Il ne reste à la fin plus que Luke Skywalker pour accomplir la mission. Un groupe de chasseurs TIE le poursuit et se prépare à faire feu. Il est sauvé in extremis par Han Solo et Chewbacca aux commandes du Faucon Millenium qui parviennent à mettre en déroute les chasseurs impériaux. Suivant les conseils d'Obi-Wan Kenobi dont il entend la voix, Luke Skywalker désactive le système de visée du vaisseau, et grâce à la Force, il tire une torpille à proton qui entre dans le conduit et détruit l'Étoile de la mort avant qu'elle n'ouvre le feu sur Yavin 4,,,,,,,.

## Bilan
La bataille de Yavin est une victoire de l'Alliance rebelle. Elle parvient en effet à terrasser les forces de l'Empire galactique. Pratiquement l'ensemble des effectifs impériaux est tué et presque tout l'équipement de l'Empire est détruit, dont l'Étoile de la mort,. L'unique survivant est Dark Vador qui a pris part aux combats ; son chasseur TIE avancé X1 a été endommagé par Han Solo,.
Du côté des rebelles, les pertes sont lourdes. En plus du Faucon Millenium, seulement trois vaisseaux des escadrons « rouge » et « or » sont de retour, parmi lesquels ceux pilotés par Luke Skywalker et Wedge Antilles,. Cependant, les commandants de ces deux escadrons ont été abattus durant les combats,.

## Conséquences
À la suite de la perte de la station de combat, l'Empire entame la construction d'une seconde Étoile de la mort. Celle-ci est en chantier autour de la lune forestière d'Endor et est plus de deux fois plus grande que la première.
Le quartier général des rebelles ayant été découvert sur Yavin 4, ils sont contraints d'aller s'établir sur une autre planète. Ils décident de s'installer sur Hoth, une planète glacée située dans la Bordure extérieure,.

## Concept et création

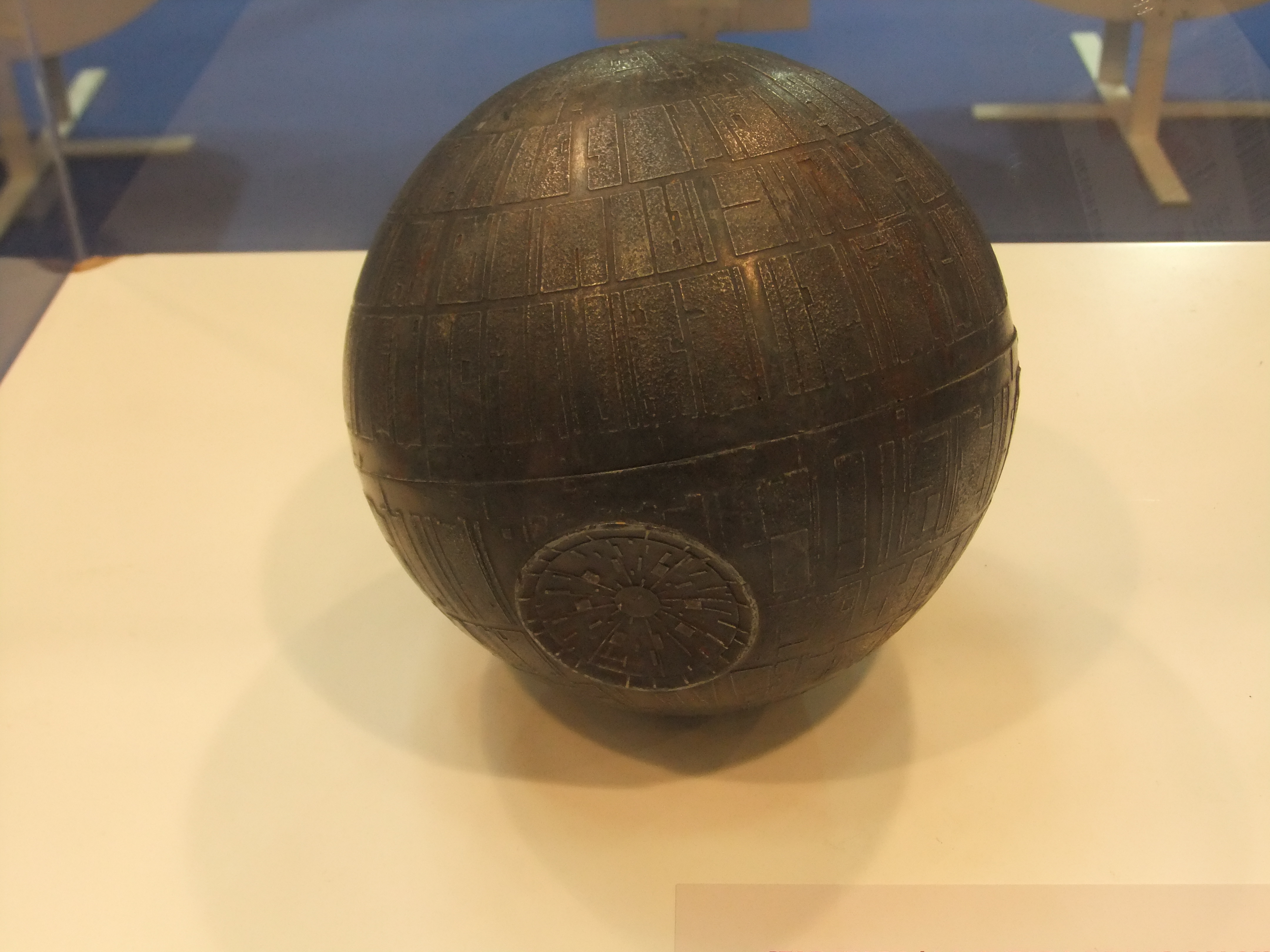
Maquette de l'Étoile de la mort utilisée pour les effets spéciaux du film Un nouvel espoir.

Avant même le début de la production du film Un nouvel espoir, George Lucas réalise des croquis des différents vaisseaux spatiaux devant participer à la bataille de Yavin. En novembre 1974, il engage le maquettiste Colin Cantwell et le dessinateur Ralph McQuarrie. Le premier crée les premières ébauches de l'intercepteurs Y-wing et du Faucon Millenium. Le second réalise des illustrations des scènes clés du film, l'un d'eux montre un groupe d'intercepteurs Y-wing attaquant l'Étoile de la mort,,,.
Une seule maquette d'intercepteur X-wing est construite à taille réelle. Elle est visible dans la scène précédant la bataille dans le hangar rebelle sur Yavin 4. Les combats spatiaux sont intégralement créés grâce à des effets spéciaux mécaniques. Un seul cockpit est fabriqué, et les acteurs interprétant les pilotes y passent chacun leur tour et seul le droïde situé derrière est remplacé.
Certaines scènes de la bataille sont retouchées à l'aide d'effets spéciaux numériques lors des rééditions du film de 1997 et 2004. Ainsi le nombre de vaisseaux rebelles approchant de l'Étoile de la mort est augmenté. Les plans des combats spatiaux sont repris, les explosions retravaillées. Le plan de la destruction de la station de combat est agrémenté d'une onde de choc circulaire.

## Adaptation
En plus de ses apparitions officielles dans les romans, mises en roman, films et séries télévisées, la bataille de Yavin apparaît dans d'autres produits dérivés de l'univers Star Wars.

### Jeux vidéo

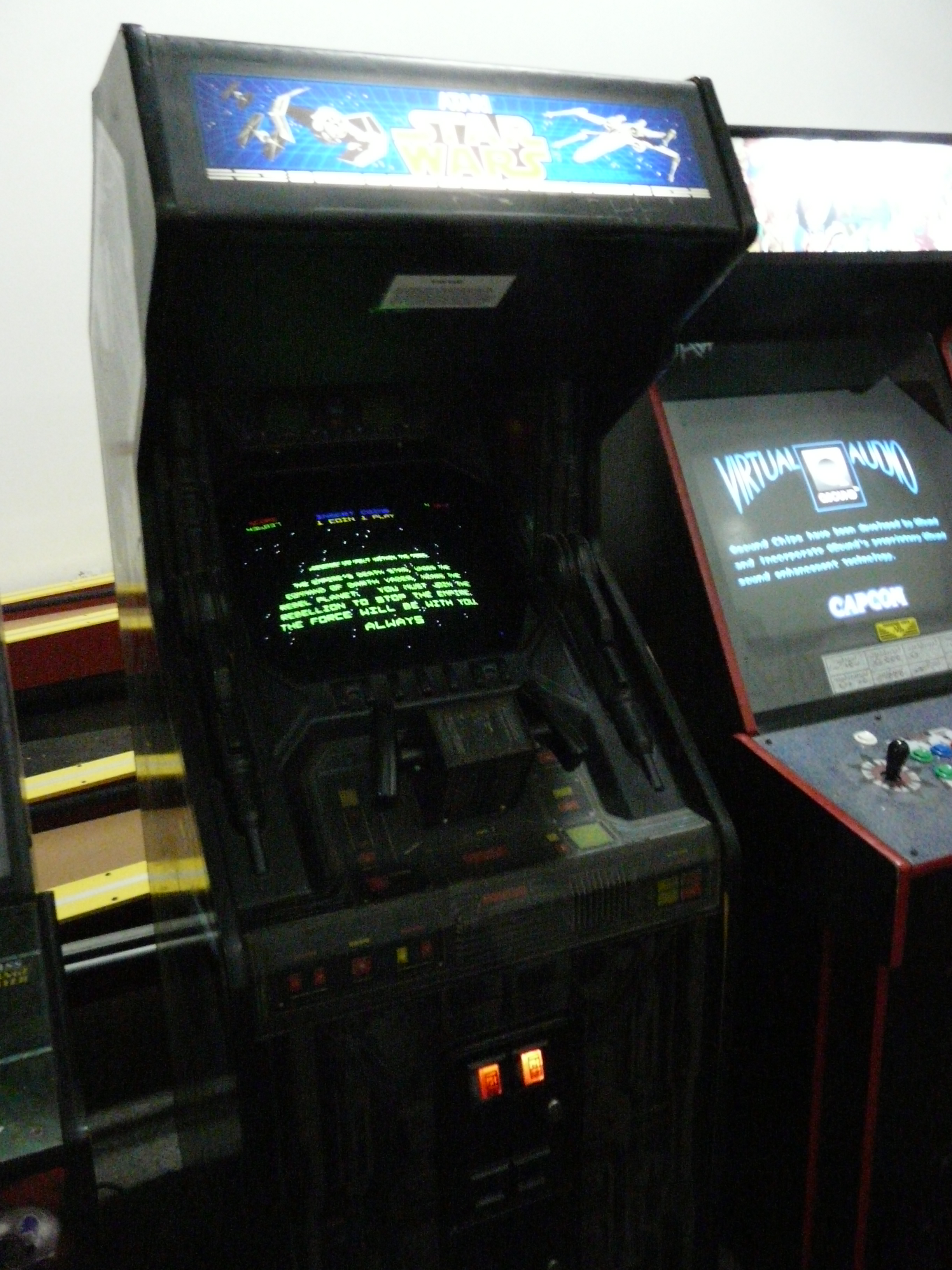
Borne verticale du jeu d'arcade Star Wars.

La bataille de Yavin est présente dans de nombreux jeux vidéo. Dans Star Wars: Empire at War sorti en 2006 et qui se déroule entre La Revanche des Sith et Un nouvel espoir, le joueur peut contrôler l'Empire galactique ou l'Alliance rebelle. À un moment, il se retrouve à rejouer la bataille autour de Yavin en contrôlant l'une de ces deux factions. Dans Star Wars: X-Wing sorti en 1993, le joueur incarne Luke Skywalker et doit détruire l'Étoile de la mort.
Dans Star Wars: Rogue Squadron sorti en 1998, le joueur incarne Luke Skywalker et peut débloquer un niveau secret qui lui permet de participer à la bataille de Yavin. Il s'agit également de la première mission de sa suite, Star Wars: Rogue Squadron II - Rogue Leader, sortie en 2002.
En 2009 est sorti le jeu sur téléphone mobile Star Wars: Trench Run. Le joueur incarne un pilote lors des combats dans la tranchée de la station spatiale.
Le jeu d'arcade Star Wars sorti en 1983 intègre plusieurs séquences de combats spatiaux, dont une à la surface de l'Étoile de la mort.

### Figurines
De nombreuses figurines représentent des personnages lors de la bataille de Yavin. Ainsi en 2012, la société Hasbro commercialise des figurines à l'effigie de certains pilotes de l'escadron « rouge » et de l'Empire. En 2004 et 2005, des figurines à l'effigie de Wedge Antilles, du général Jan Dodonna ou encore de Dutch Vander, le chef de l'escadron « or », sont également commercialisées,,.
Lego a produit des figurines sphériques de diverses planètes et lunes, celle de Yavin 4 est sortie en 2012 sous le numéro 9677 « X-wing Starfighter & Yavin 4 », elle est accompagnée d'une figurine de Luke Skywalker et de l'intercepteur X-wing qu'il pilote lors de la bataille.

### Parcs d'attractions
Un passage de l'attraction Star Tours est inspiré de la bataille de Yavin. Le visiteur monte à bord d'un Starspeeder 3000, un vaisseau de transport intergalactique qui a pour destination la lune d'Endor. À un moment le transport rejoint un groupe de chasseurs rebelles et participe à l'assaut contre la troisième Étoile de la mort,. Cette attraction n'existe plus, elle a été remplacée par Star Tours: The Adventures Continue, elle était présente dans les parcs Disneyland Resort et Walt Disney World Resort aux États-Unis jusqu'en 2010,, à Tokyo Disney Resort au Japon jusqu'en 2012, et à Disneyland Paris en France jusqu'en 2016.

## Réception
Le site internet Screen Rant place la bataille de Yavin à la troisième position dans son classement des meilleures batailles de la première trilogie de Star Wars. Ce site trouve que « tout ce qu'il y a dans cette bataille est superbe », notamment les effets spéciaux mécaniques et le passage où Han Solo sauve in extremis Luke Skywalker. Dans son classement relatif à l'ensemble de la saga, le même site internet la place à la première position, expliquant notamment qu'il s'agit de la séquence avec le plus de tension. Dans le même genre de classement, le site internet PubSquare Media donne également la première position à la bataille de Yavin. Cependant, le site Looper ne lui attribue que la cinquième position, car il ne s'agit que d'une petite bataille entre deux escadrons rebelles et quelques chasseurs impériaux.

## Postérité

### Dans la culture
Plusieurs fans ont cherché à calculer combien de personnes sont mortes lors de l'explosion de l'Étoile de la mort à la fin de la bataille de Yavin. Les chiffres varient car les sources ne donnent pas toujours le même nombre de personnes à bord. Ainsi, il semble être aux alentours d'un million,.
Sur YouTube, une chaine a imaginé à quoi ressemblerait la lumière du laser de l'Étoile de la mort si elle existait réellement. Dans la vidéo, la lumière du laser n'est pas verte mais transparente, elle ne peut donc être vu. Il lui semble aussi possible de rapidement changer de cible, la rendant plus dangereuse que dans l'univers de fiction. Une autre chaine a reproduit la scène des combats dans la tranchée en animant des figurines Lego. Les créateurs se sont accordé certaines libertés, notamment la présence de vaisseaux normalement absents.
La série d'animation Les Simpson parodie à de nombreuses reprises la bataille de Yavin. Dans l'épisode 17 de la saison 6 Mes sorcières détestées, Bart entend dans sa tête la voix de sa professeure de danse lui recommandant d'utiliser la danse de la même façon qu'Obi-Wan Kenobi recommande à Luke Skywalker de faire appel à la  Force avant de détruire l'Étoile de la mort. Dans le même genre, l'épisode 21 de la saison 11 Marge Folies, en version originale Patty dit à Selma : « The bitterness is strong in this one. » littéralement « L'amertume est grande en elle. », en référence à ce que dit Dark Vador lors des combats dans la tranchée : « The Force is strong in this one. » littéralement « La Force est grande en lui. ». Il y a également une référence à la bataille dans la bande dessinée numéro 45 sortie en octobre 1999. Le chien de la famille, Petit Papa Noël, tourne une publicité pour la chaine de restaurants Krusty Burger dans laquelle il porte le casque de X-wing de Biggs Darklighter, un ami d'enfance de Luke Skywalker et membre de l'escadron « rouge ».

### Point de référence de la chronologieStar Wars
La bataille de Yavin sert de point de référence à la chronologie de Star Wars. Les évènements sont datés par rapport à elle en utilisant des années de 365 jours. Par exemple, la bataille de Géonosis qui marque le début de la guerre des clones a lieu en 22 avant la bataille de Yavin (abrégé « av. BY »), tandis que la bataille d'Endor qui marque la fin de la Guerre Civile Galactique a lieu en 4 après la bataille de Yavin (abrégé « ap. BY »).
Le livre Star Wars : L'Ascension de Skywalker : Le Guide Visuel sorti en 2019, utilise un autre point de référence : l'incident de la base Starkiller visible dans Le Réveil de la Force sorti en 2015,,.